# Alexandru Șafran
Alexandru Șafran, romunski rabin, * 12. september 1910, Bacău, Romunija, † 27. julij 2006, Ženeva, Švica.
Leta 1997 je postal častni član Romunske akademije in dosmrtni senator Romunije.